# 無所有処
無所有処（むしょうしょ, ākiñcañña-āyatanaṃ）は、無色界の（下から数えて）第3天。いかなるものもそこに存在しない三昧の境地。九次第定のひとつ。
空は無辺なりと観じて、空を破した人が、さらに識が三世（過去・現在・未来）にわたって無辺であるを厭（いと）い、所縁共に所有なしと観じ、この行力に依って生まるる処であるから、無所有処地という。何も存在しないと観察し達観する事。
聖求経では、釈迦が師匠のアーラーラ・カーラーマより無所有処の教えを聞いたと記されている。

## 抜粋
Puna ca paraṃ bhikkhave, ariyasāvako iti paṭisañcikkhati. Ye ca diṭṭhadhammikā kāmā ye ca samparāyikā kāmā, yā ca diṭṭhadhammikā kāmasaññā yā ca samparāyikā kāmasaññā, ye ca diṭṭhadhammikā rūpā ye ca samparāyikā rūpā, yā ca diṭṭhadhammikā rūpasaññā yā ca samparāyikā rūpasaññā yā ca āneñjasaññā, sabbā saññā 
比丘たちよ、聖なる弟子はこのように考える。

現世の欲（カーマ）も来世の欲も、また現世の欲想（カーマ・サムジュナ）も来世の欲想も、

また現世の色（ルーパ）も来世の色も、また現世の色想（ルーパ・サムジュナ）も来世の色想も、

また不動の想（サムジャナ）も、すべて想（サムジャナ）である。
yatthetā aparisesā nirujjhanti. Etaṃ santaṃ etaṃ paṇītaṃ yadidaṃ ākiñcaññāyatana'nti. 
これらが余することなく滅し、寂止したところ、これがすなわち無所有処である。
—パーリ仏典, 不動利益経(Āneñjasappāya suttaṃ), Sri Lanka Tripitaka Project